# Juan Boggino
Juan Boggino Duarte (Villarrica, 2 de agosto de 1900 - Asunción, 22 de septiembre de 1981) fue un médico paraguayo, profesor de medicina, decano y rector de la Universidad Nacional de Asunción, participó en la Guerra del Chaco en Sanidad Militar.

## Biografía
Juan Boggino Duarte nació en la ciudad de Villarrica el 2 de agosto de 1900, hijo del italiano Pietro Giovanni Boggino Ortalda y de la guaireña Rufina Antonia Duarte; casado con Ángela Villalonga Artés, dejó descendencia.
Sus estudios primarios los realizó en su ciudad natal Villarrica y culminó su bachillerato en el Colegio San José de Asunción. Cursó sus estudios universitarios en la facultad de medicina en la Universidad Nacional de Asunción; fue el mejor egresado -medalla de oro- de su promoción, en 1927, alumno del Prof. Louis Gery, de la misión médica francesa, contratados durante el gobierno del Dr. Eligio Ayala, el Dr. Boggino a poco de graduarse fue profesor de Histología y Embriología en la Facultad de Medicina. Luego viajó a Europa; realizó cursos en Italia y Francia, y fue designado asistente extranjero del Instituto de Anatomía Patológica en la Facultad de Medicina de Estrasburgo, con el Prof. Gery, que había terminado su misión en el Paraguay.
Durante la Guerra del Chaco sirvió en la sanidad militar, inicialmente como Jefe del Servicio Sanitario del II Cuerpo de Ejército. Terminada la guerra dirigió el instituto de Anatomía Patológica, fue sucesivamente decano de las facultades de odontología y de ciencias médicas, y rector de la Universidad Nacional.
Fue fundador y primer presidente del CONEB (Consejo Nacional de Entidades de Beneficencia), presidente del Anteneo Paraguayo, de la Sociedad Científica del Paraguay y cooperador de la Academia Paraguaya de la Historia.
Falleció en la ciudad de Asunción el 22 de septiembre de 1981.